# HESA Azarakhsh
HESA Azarakhsh (perzijsko آذرخش Âzaraxš, "Strela") je prvi iranski reaktivni lovec. Najverjetneje gre za delno kopijo ameriškega Northrop F-5E Freedom Fighter/Tiger II. Razvilo ga je iransko podjetje HESA, glavni uporabnik pa so Iranske letalske sile. Proizvodnja je zaenkrat maloserijska.